# Amphibolia wilsoni
Amphibolia wilsoni là một loài ruồi trong họ Tachinidae.